# Rogers Cup 2014

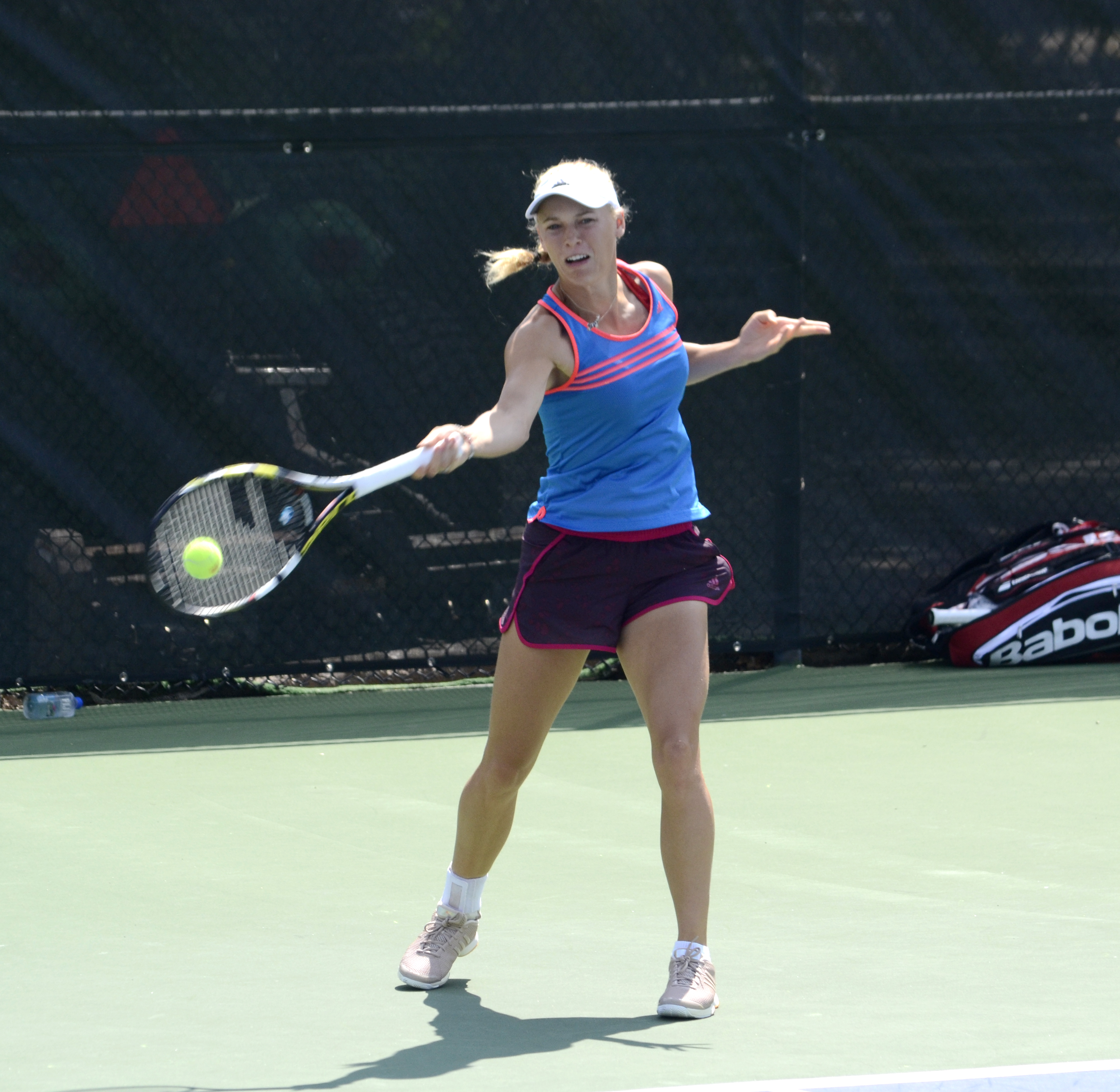
Четвертьфиналистка одиночного турнира среди женщин Каролина Возняцки.

Rogers Cup 2014 — профессиональный теннисный турнир, проводившийся в Торонто и Монреале, Канада на хардовых кортах. Мужской турнир проводится в 125-й раз, имея в этом году категорию Мастерс; женское же соревнование проводится в 113-й раз и принадлежит к серии Премьер 5. Оба одиночных приза входили в цикл турниров US Open Series.
Турнир был проведён с 2 по 10 августа 2014 года.
Прошлогодние победители:
- мужской одиночный разряд —  Рафаэль Надаль
- женский одиночный разряд —  Серена Уильямс
- мужской парный разряд —  Александр Пейя /  Бруно Соарес
- женский парный разряд —  Катарина Среботник /  Елена Янкович

## Общая информация
Мужской одиночный турнир собрал восемь представителей топ-10 мирового рейтинга: из лидеров не выступили лишь прошлогодний чемпион Рафаэль Надаль (травма правого запястья) и Хуан Мартин дель Потро. Первым номером посева стал лидер классификации Новак Джокович, однако серб уступил уже в третьем раунде Жо-Вильфриду Тсонга. Француз победил Джоковича в очном поединке впервые с 2010 года и в целом провёл очень удачный турнир. Тсонга выиграл ещё трёх теннисистов из первой десятки (Энди Маррея, Григора Димитрова и в финале Роджера Федерера). Он стал первым представителем Франции, выигрывавшим местный турнир в мужском одиночном разряде. В основном турнире принял участие один представитель России Михаил Южный, который уже в первом раунде уступил 16-му номеру посева Фабио Фоньини.
В мужском парном разряде победу второй год подряд праздновали Александр Пейя и Бруно Соарес. Михаил Южный также принял участие и в парных соревнованиях совместно с Эрнестом Гулбисом, но как и в одиночках уступает на старте итальянцу Фабио Фоньини, которые играл в паре с Мариушом Фирстенбергом.
Женский одиночный турнир также собрал почти всех сильнейших теннисисток мира: из первой десятки отсутствовала лишь вторая ракетка мира китаянка Ли На (из-за травмы колена), а также не сыграла румынка Симона Халеп, которая несмотря на пропуск турнира по его окончании обогнала в рейтинге WTA китаянку и стала второй в мире. Лидер рейтинга и первая сеянная соревнований Серена Уильямс дошла до полуфинала, где уступила своей сестре Винус. Старшая из сестёр Уильмс выходит в финал на турнирах уровня Премьер впервые с 2010 года. Отпраздновать долгожданную победу ей не удалось, в финале её переиграла третий номер посева Агнешка Радваньская. Она стала первым представителем Польши, кому удалось выиграть в одиночных соревнованиях местного турнира. В основной сетке турнира приняло участие пять россиянок. Лучшая по рейтингу среди них и четвёртая сеянная Мария Шарапова выбыла на стадии третьего раунда, уступив испанке Карле Суарес Наварро (14-я сеянная). Дальше всех по турнирной сетке пробилась Екатерина Макарова, которая смогла выйти в полуфинал, где уступила чемпионке соревнований Радваньской.
Парный приз у женщин достался первым сеянным на турнире Роберте Винчи и Саре Эррани. Прошлогодние победительницы турнира — Катарина Среботник и Елена Янкович — не защищали свой титул, однако обе принимали участие в турнире. Среботник совместно с Кветой Пешке, а Янкович с другой чешкой Кларой Коукаловой синхронно выбыли на стадии второго раунда. В соревновании приняли участие три россиянки, а дальше всех в четвертьфинал прошли две из них Елена Веснина и Екатерина Макарова, которые выступали в одной паре.

## Соревнования

### Мужчины одиночки
Жо-Вильфрид Тсонга обыграл  Роджера Федерера со счётом 7-5, 7-6(3).
- Тсонга выигрывает 1-й одиночный титул в сезоне и 11-й за карьеру в основном туре ассоциации. Это его 2-й титул в карьере на турнирах серии Мастерс.
- Представитель Франции впервые выигрывает турнир в мужском одиночном разряде.
- Федерер сыграл 7-й одиночный финал в сезоне и 120-й за карьеру в основном туре ассоциации.

### Женщины одиночки
Агнешка Радваньская обыграла  Винус Уильямс со счётом 6-4, 6-2.
- Радваньская выигрывает 1-й одиночный титул в сезоне и 14-й за карьеру в туре ассоциации.
- Представитель Польши впервые выигрывает турнир в одиночных соревнованиях.
- Уильямс сыграла 2-й одиночный финал в сезоне и 74-й за карьеру в туре ассоциации.

### Мужчины пары
Александр Пейя /  Бруно Соарес обыграли  Ивана Додига /  Марсело Мело со счётом 6-4, 6-3.
- Пейя выигрывает 2-й парный титул в сезоне и 12-й за карьеру в основном туре ассоциации.
- Соарес выигрывает 2-й парный титул в сезоне и 18-й за карьеру в основном туре ассоциации.
- Пейя и Соарес выигрывают соревнование 2-й год подряд.

### Женщины пары
Роберта Винчи /  Сара Эррани обыграли  Кару Блэк /  Саню Мирза со счётом 7-6(4), 6-3.
- Винчи выигрывает 5-й парный титул в сезоне и 24-й за карьеру в туре ассоциации.
- Эррани выигрывает 5-й парный титул в сезоне и 24-й за карьеру в туре ассоциации.